# Martin Angermann
Martin Angermann (* 2. Oktober 1919 in Dresden; † 2004 ebenda) war ein deutscher Theaterschauspieler.

## Leben und Werk
Er war der Sohn eines Betriebsmeisters am Staatstheater Dresden. Nach dem Schulabschluss schlug er zunächst eine Beamtenlaufbahn bei der Deutschen Reichspost ein. Nebenbei leitete er im Zweiten Weltkrieg in Dresden eine Spielschar und trat bei einer Frontbühne und auf einer Bühne im Kriegsgefangenenlager in Leningrad auf. Nach seiner Entlassung kehrte Angermann nach Sachsen zurück und wurde Schauspieler in Meißen. Später wechselte er an das Lessingtheater nach Kamenz, wo er Rollen als erster Held und Liebhaber zum Beispiel als Karl Moor und Othello erhielt. Daneben war Angermann auch als Filmschauspieler tätig. Später kehrte er nach Dresden zurück, wo er 2004 starb.

## Filmografie
- 1954: Leuchtfeuer
- 1955: Star mit fremden Federn
- 1956: Thomas Müntzer – Ein Film deutscher Geschichte
- 1956: Die Millionen der Yvette
- 1961: Der Fall Gleiwitz
- 1961: Gewissen in Aufruhr
- 1968: Ich war neunzehn
- 1970: Der rote Reiter
- 1998: Ärzte (Folge 32 Hoffnung für Julia)